# Índice de Lindemann
El índice de Lindemann es una medida simple del desorden generado térmicamente en átomos o moléculas. El índice local de Lindemann se define como:
{\displaystyle q_{i}={\frac {1}{N-1}}\sum _{j\neq i}{\frac {\sqrt {\langle r_{ij}^{2}\rangle -\langle r_{ij}\rangle ^{2}}}{\langle r_{ij}\rangle }}}
Donde los paréntesis de ángulo indican un promedio de tiempo. El índice global de Lindemann es un promedio del sistema de esta cantidad.
En físicas de la materia condensada 
Una desviación de la linealidad en el comportamiento del índice de Lindemann global o un aumento por encima de un valor de umbral relacionado con el espaciado entre los átomos (o micelas, partículas, glóbulos, etc.) a menudo se toma como una indicación de que se ha producido una transición de fase sólido-líquido. lugar tomado.
Biomoléculas 
A menudo poseen regiones separadas con diferentes características de orden. Para cuantificar o ilustrar el desorden local, se puede usar el índice de Lindemann local
Se debe tener cuidado si la molécula posee una dinámica definida globalmente, como por ejemplo una bisagra o pivote, porque estos movimientos ocultarán los movimientos locales que el índice de Lindemann está diseñado para cuantificar. Una táctica apropiada en esta circunstancia es sumar el rij solo sobre un pequeño número de átomos vecinos para llegar a cada qi. Una variedad adicional de tales modificaciones al índice de Lindemann están disponibles y tienen diferentes méritos, por ejemplo. para el estudio de materiales vítreos vs cristalinos.